# Drumsna
Drumsna (irsky Droim ar Snámh) je vesnice v hrabství Leitrim v Irsku. Nachází se 6 km východně od Carricku-on-Shannon na řece Shannon.

## Historie
Jedním z využívaných způsobů překročení řeky bylo její přeplavání (v irštině ag Snámh), od čehož pochází i název vesnice.
Nejstarší známý název Drumsny je dle pramenu z roku 1148 Snamh-Rathainn, obec se poté znovu připomíná v roce 1261, kdy bylo vypáleno sídlo Hugha O'Conora, krále Connachtu.
Na začátku 19. století byla Drumsna hlavním obchodním centrem v Leitrimu. Bylo zde vězení a budova soudu, odpočívadlo pro koně táhnoucí kočáry a prosperující přístav. Výstavba Jamestownského kanálu v roce 1850 ale zapříčinila změny v lodní dopravě na řece Shannon, a přístav v Drumsně ztratil svou důležitost.
Během 19. a 20. století se v Drumsně konala řada výročních trhů, a to vždy 20. května, 22. června, 25. srpna, 7. října a 13. prosince. Nedaleko obce ležely v 19. století lázně Chalybeate. V roce 1925 bylo v obci Drumsna 35 domů, z nichž 5 mělo licenci na prodej alkoholických nápojů.
V 19. století byla v Drumsně u řeky Shannon nalezena lebka vyhynulého sudokopytníka Megaloceros giganteus

## Římskokatolický kostel Neposkvrněného početí Panny Marie
Budova byla postavena v roce 1845 za faráře George Geartyho. Nákladné vitráže byly financovány místními farníky.

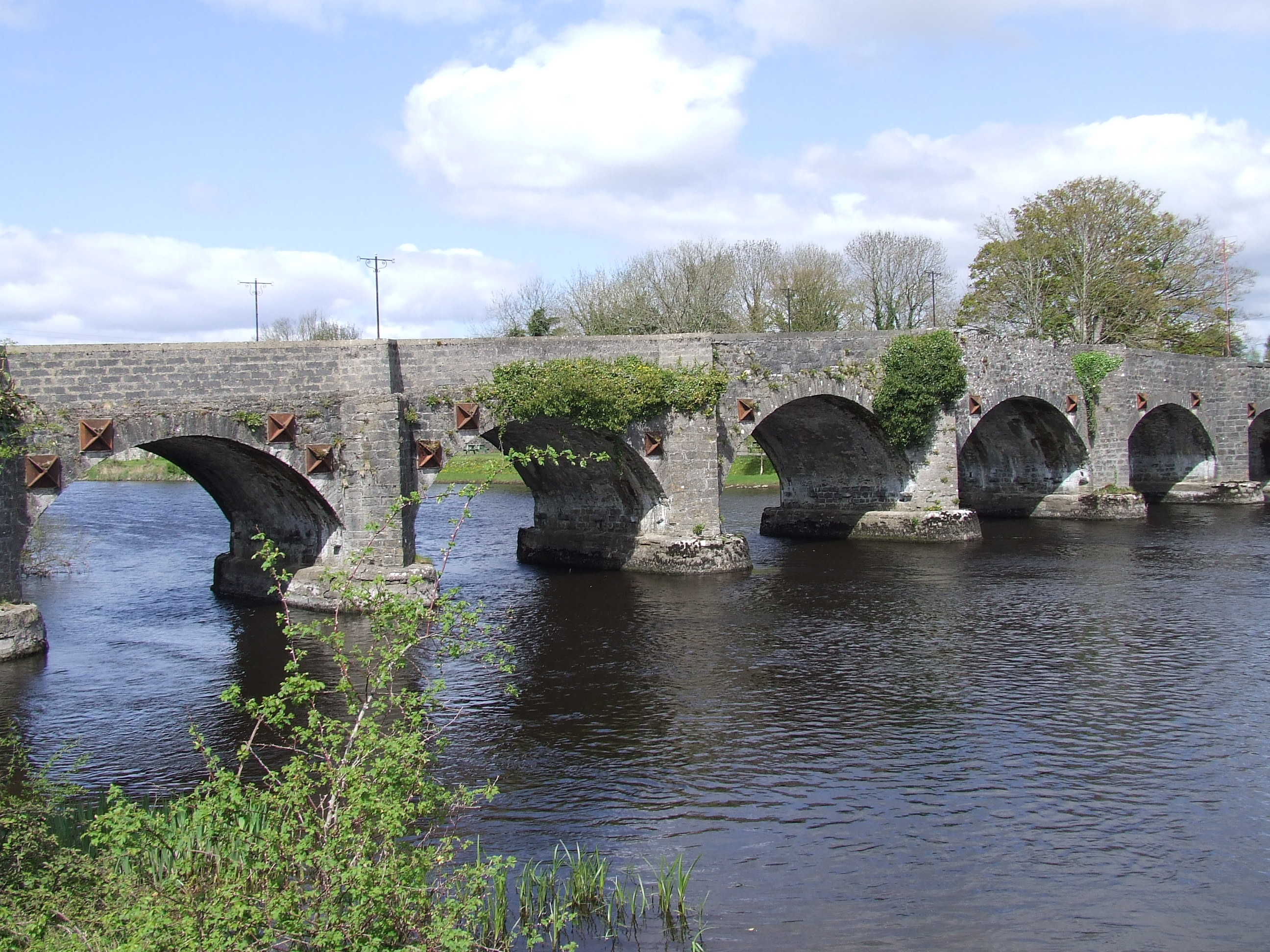
Kamenný most v Drumsně

## Doprava
Až do roku 1996 procházela vesnicí hlavní silnice N4 Dublin – Sligo, která dnes obec míjí. Železniční stanice v Drumsně byla otevřena 1. září 1863 a definitivně zrušena 17. června 1963.

## Osobnosti
- Narodil se zde kontradmirál Samuel Campbell Rowley (1774–1846) a Robert Strawbridge (1732–1781), jeden z prvních šiřitelů nauky metodistické církve ve Spojených státech
- Ve 40. letech 19. století zde bydlel anglický romanopisec Anthony Trollope